# Vyrostlice

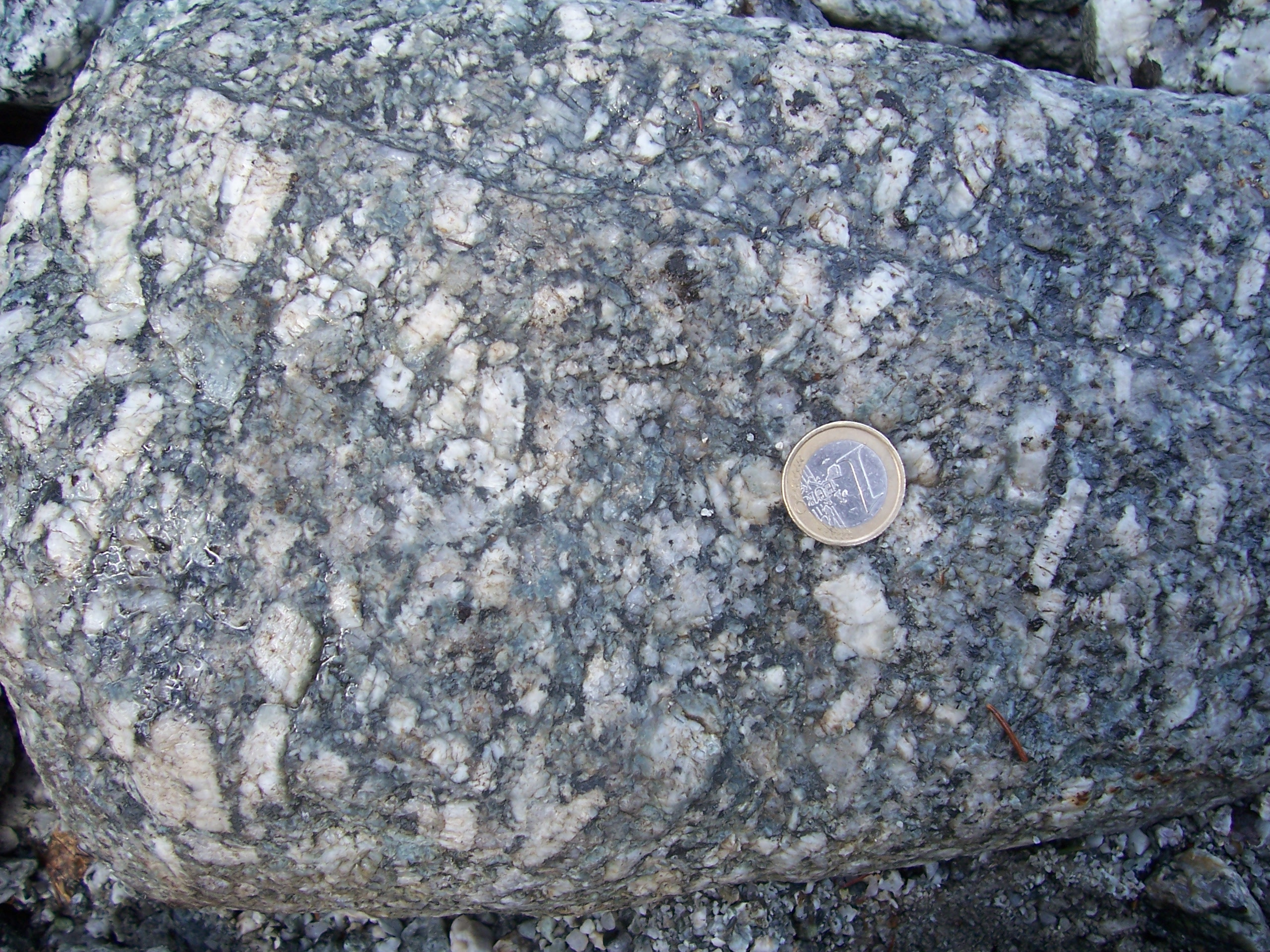
Granit s vyrostlicemi

Vyrostlice neboli fenokrystaly jsou relativně velké, mnohdy makroskopické a většinou dobře omezené (idiomorfní) krystaly vyskytující se ve vyvřelých nebo metamorfovaných horninách. Krystaly jsou vždy obklopeny daleko jemnozrnnější základní hmotou, ve které jsou velmi dobře rozeznatelné. Základní hmota je velmi často tvořena, mimo jiné, také stejnými minerály, jako samotné vyrostlice.
Vznikají nejčastěji v intruzivních horninách tak, že nejprve dojde ke krystalizaci některých minerálů a následně poměrně rychlému ochlazení, takže ostatní minerály vytvoří jen jemně krystalickou hmotu.
Bývají typickou součástí některých hornin. Používají se pro jejich určení a nebo přesnější klasifikaci. Jako příklad lze uvést olivinický bazalt, který obsahuje vyrostlice olivínu.
Vyrostlice se nejčastěji vyskytují v porfyrických horninách jako jsou např. porfyrické granity.